# Augeneria tentaculata
Augeneria tentaculata är en ringmaskart som beskrevs av Monro 1930. Augeneria tentaculata ingår i släktet Augeneria och familjen Lumbrineridae. Arten är reproducerande i Sverige. Inga underarter finns listade i Catalogue of Life.